# Recife
Recife (IPA: [ʁeˈsifi]) is een gemeente en de hoofdstad van de Braziliaanse staat Pernambuco en ligt ongeveer 100 kilometer ten zuiden van het oostelijkste punt van het Zuid-Amerikaanse continent.
De stad zelf heeft 1,63 miljoen inwoners, de agglomeratie ruim 3,7 miljoen. De stad is gebouwd op de uiterwaarden van de rivieren Beberibe en de Capibaribe. Beide rivieren komen hier uit in de Atlantische oceaan. De stad wordt beschermd door een langgerekt zwart rif (Portugees: recife), hieraan heeft de stad haar naam te danken.
Men zegt ook wel van Recife dat het het Venetië van Brazilië is, vanwege het grote aantal bruggen over de hierboven genoemde rivieren in het centrum van de stad.

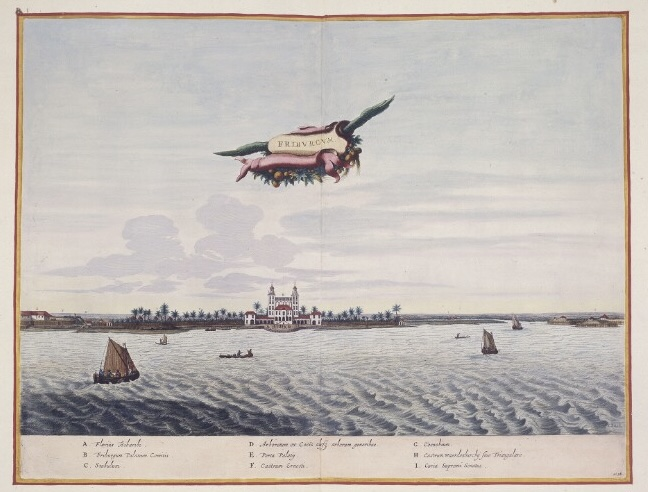
Mauritsstad - Nederlands Recife

## Geschiedenis
In de jaren 1630-1654 was een groot deel van Brazilië, dat zich uitstrekte van São Luís tot Salvador, onder Nederlands bewind (Nederlands-Brazilië). Het gezag werd uitgeoefend vanuit Recife dat destijds Mauritsstad heette. Het Fort Oranje op het nabijgelegen eiland Itamaracá, en de in Recife gelegen forten De Bruyn (naar de Nederlandse officier De Bruyn) en Fort Frederik Hendrik zijn gebouwd in deze tijd. Gedurend deze periode werd in Recife de eerste synagoge van de Amerika´s gesticht, genaamd Synagoge Kahal Zur Israel. De Nederlanders werden verdreven door een legertje van Portugezen en lokale opstandelingen. Deze opstand is nu bekend als de 'Restauração Pernambucana'. De meeste Joden vluchtten toen naar Amsterdam, anderen naar Noord-Amerika, waar ze de eerste Joodse gemeenschap in Nieuw Amsterdam oprichtten, en het Caribisch gebied.

## Aangrenzende gemeenten
De gemeente grenst aan Camaragibe, Jaboatão dos Guararapes, Olinda, Paulista en São Lourenço da Mata.

## Verkeer en vervoer
De plaats ligt aan de noord-zuidlopende weg BR-101 tussen Touros en São José do Norte. Daarnaast ligt ze aan de wegen BR-232, PE-001, PE-004, PE-005, PE-008, PE-009 en PE-015.
De metro van Recife is het belangrijkste vervoer per spoor binnen de stad. Het netwerk bestaat uit twee lijnen die vanuit het oude centrum van Recife in westelijke en zuidelijke richting verlopen.

## Sport
Voetbalclub Sport Club do Recife werd in 1987 landskampioen van Brazilie. Het speelt haar wedstrijden in Estádio Ilha do Retiro. Dit stadion werd gebruikt voor het WK voetbal van 1950. Clube Náutico Capibaribe, ook bekend als kortweg Náutico, is eveneens afkomstig uit Recife en speelt in de Itaipava Arena Pernambuco. Met dit stadion was Recife speelstad bij het WK voetbal 2014. Santa Cruz FC met als thuisbasis het Estádio José do Rego Maciel geldt als de derde club van de stad.

## Stedenbanden
Zustersteden van Recife:
- - Vitória (Brazilië)
- - Guangzhou (China)
- - Nantes (Frankrijk)
- - Amsterdam (Nederland)
- - Aveiro (Portugal)
- - Porto (Portugal)
- - A Coruña (Spanje)

## Bekende inwoners van Recife

### Geboren
- Luís Álvares Pinto (1719-1789), componist, organist, dirigent, schilder en muziekpedagoog
- Barbosa Lima Sobrinho (1897-2000), journalist, schrijver, historicus en gouverneur van Pernambuco[5]
- Mário Rodrigues Filho (1908-1966), journalist en schrijver
- João Cabral de Melo Neto (1920-1999), schrijver en diplomaat
- Ademir Marques de Menezes (1922-1996), voetballer ("Ademir")
- Orlando de Azevedo Viana (1923-2004), voetballer
- Pedro Simão Aquino de Araújo (1924-onbekend), voetballer ("Simão")
- Walter Wanderley (1932-1986), organist en pianist
- Edvaldo Izidio Neto (1934-2002), voetballer ("Vavá")
- José Ferreira Franco (1934-2009), voetballer ("Zequinha")
- Evaldo Cabral de Mello (1936), historicus en geschiedschrijver
- Haílton Corrêa de Arruda (1937-2025), voetballer ("Manga")
- Almir Morais de Albuquerque (1937-1973), voetballer ("Almir Pernambuquinho")
- Naná Vasconcelos (1944-2016), Latin jazz-percussionist, zanger en berimbau-speler
- Tertuliano Severiano dos Santos (1946-2024), voetballer ("Terto")
- Antônio Meneses (1957-2024), cellist
- Ricardo Rocha (1962), voetballer
- Wilson Mendonça (1964), voetbalscheidsrechter
- Paulo Câmara (1972), gouverneur van Pernambuco[6]
- Catanha (1972), voetballer
- Rivaldo (1972), voetballer
- Antônio Augusto Ribeiro Reis Júnior (1975), voetballer ("Juninho Pernambucano")
- Raquel Lyra (1978), gouverneur van Pernambuco
- Bárbara Micheline do Monte Barbosa (1988), voetbalster (keepster) ("Bárbara")
- Samira Rocha (1989), handbalster
- Etiene Medeiros (1991), zwemster

## Galerij

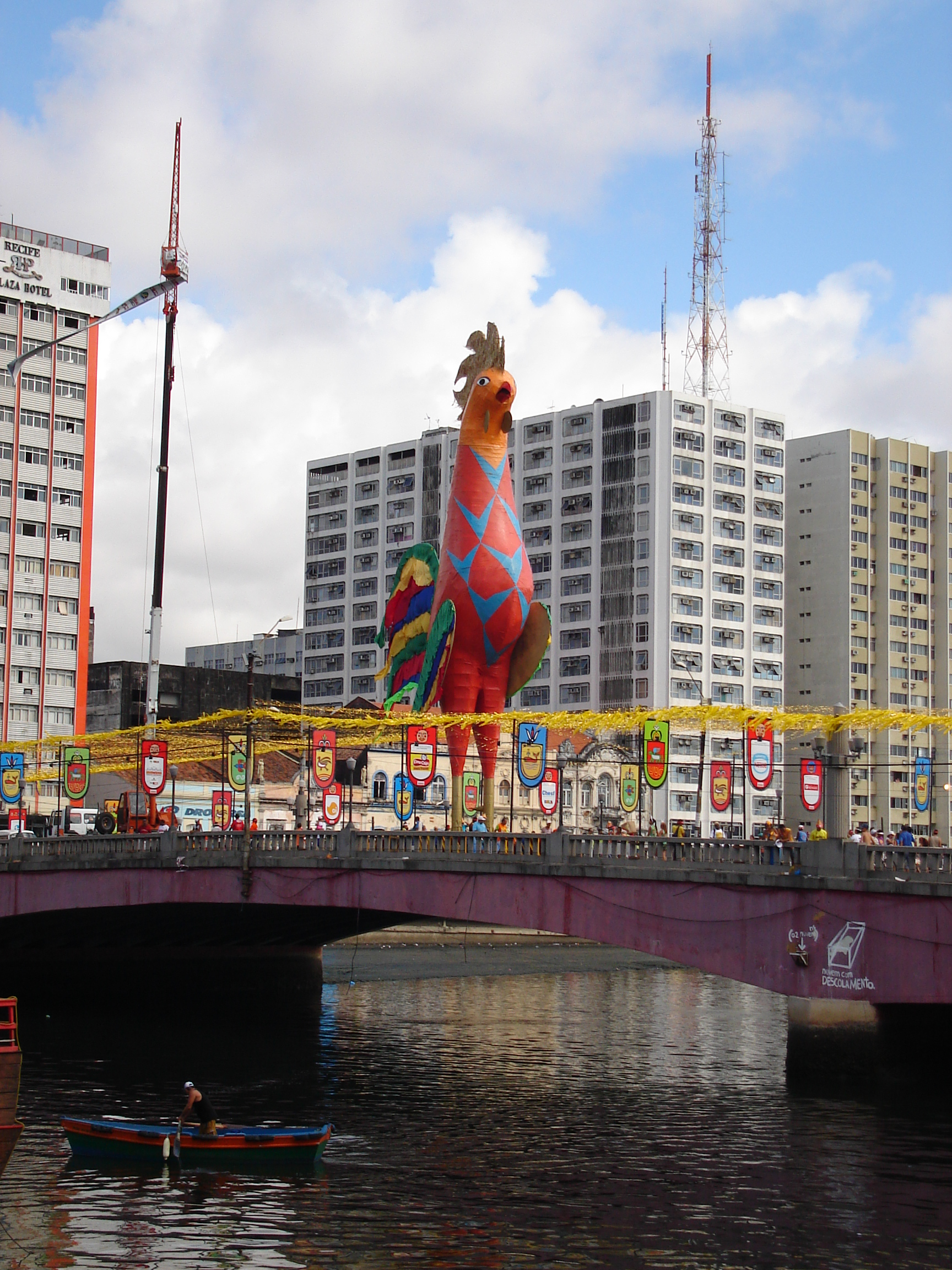
Carnaval blok - Galo da Madrugada
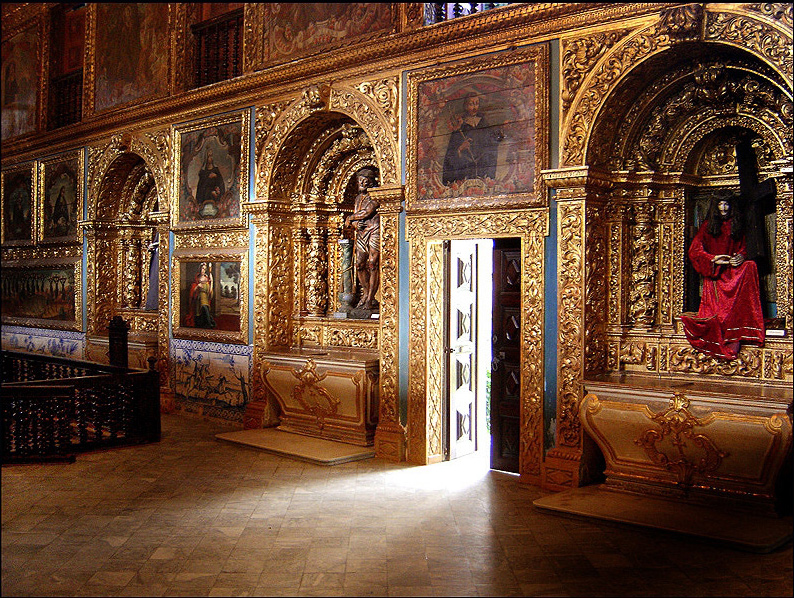
Capela Dourada, de gouden kapel - Barok
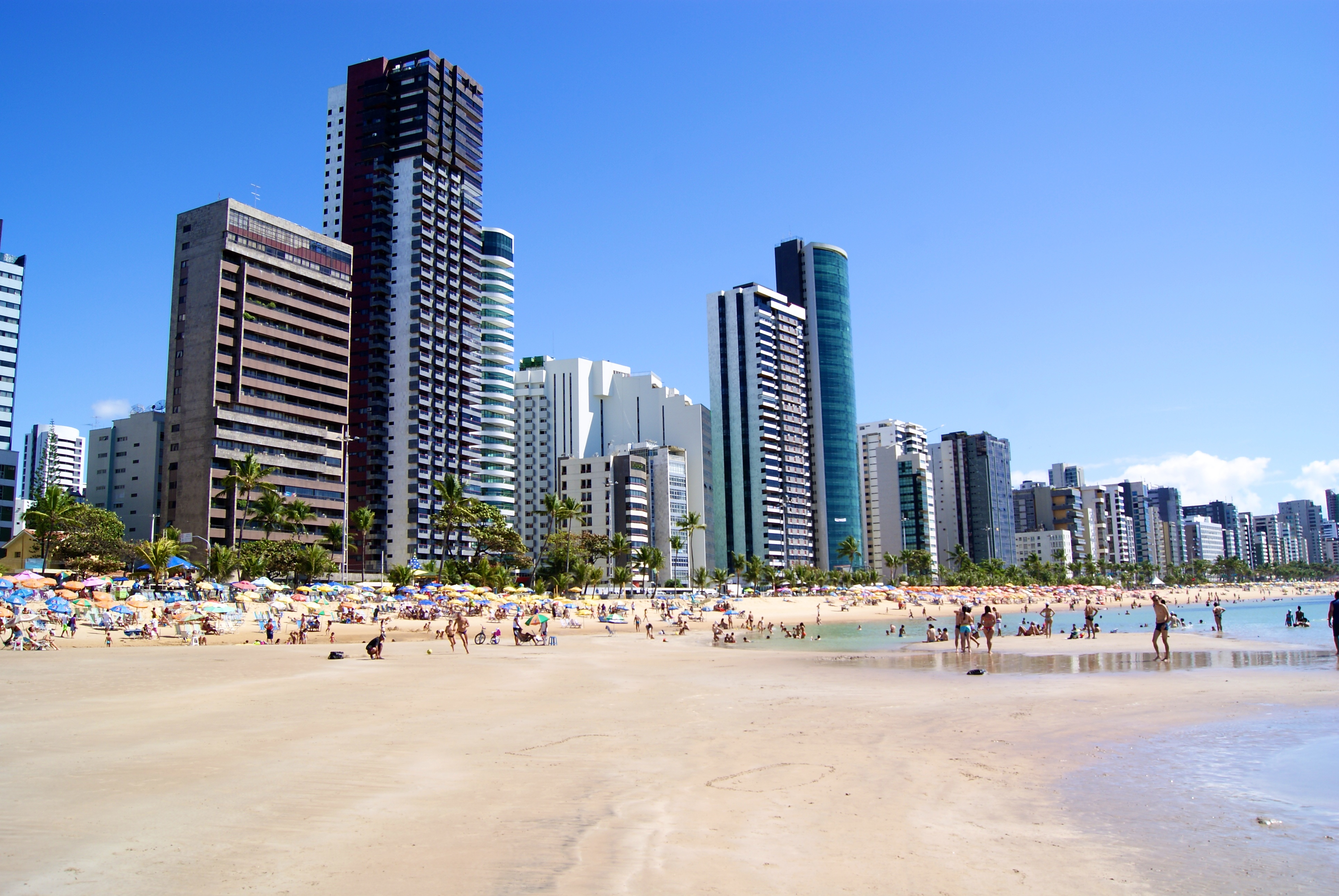
Het strand Praia Boa Viagem in Recife
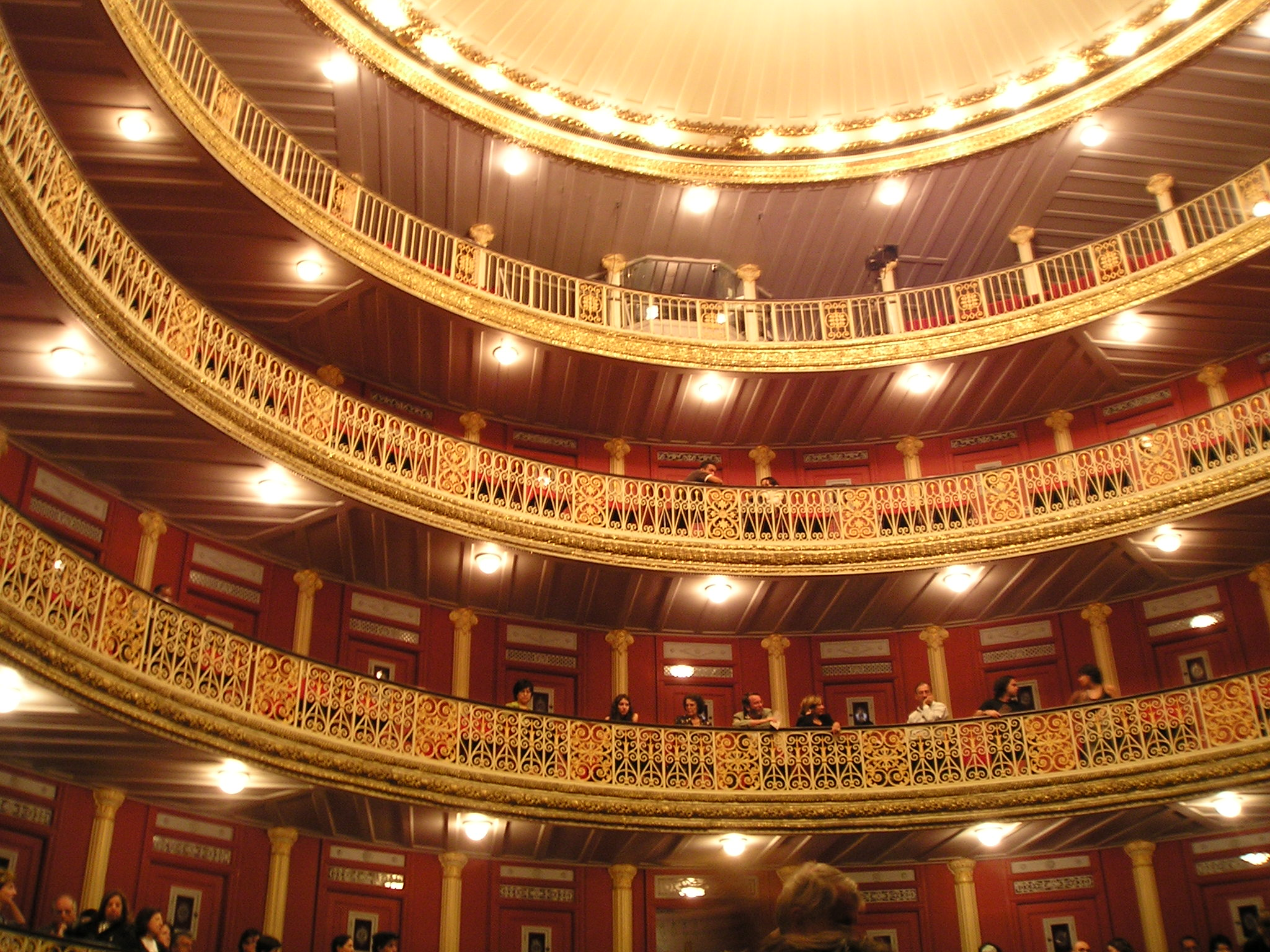
Teatro de Santa Isabel - neoklassiek
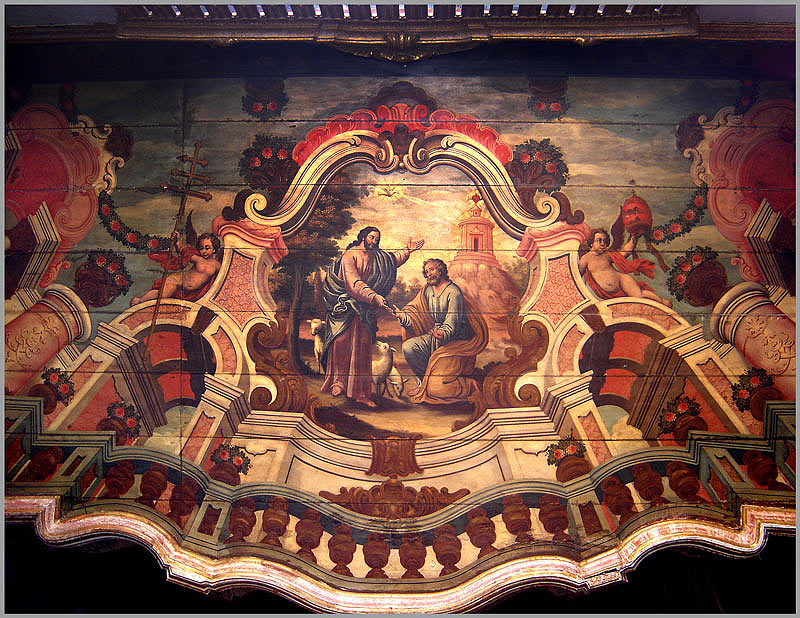
Interieur co-kathedraal São Pedro dos Clérigos
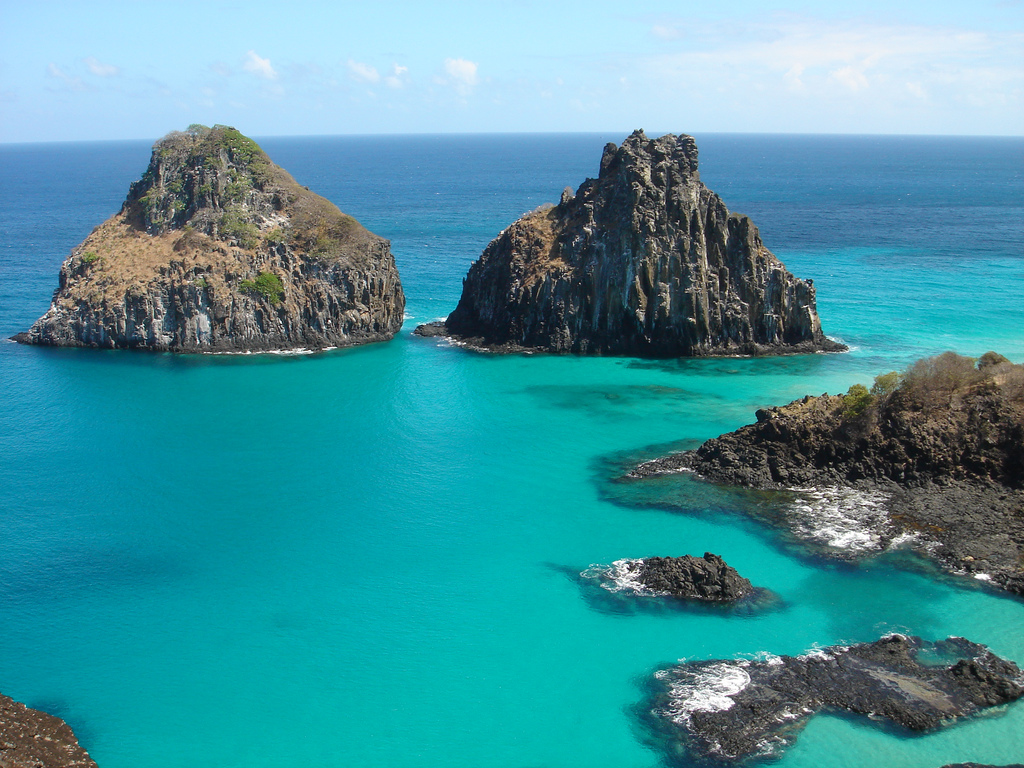
De Fernando de Noronha eilanden - op 1 uur vliegen van Recife
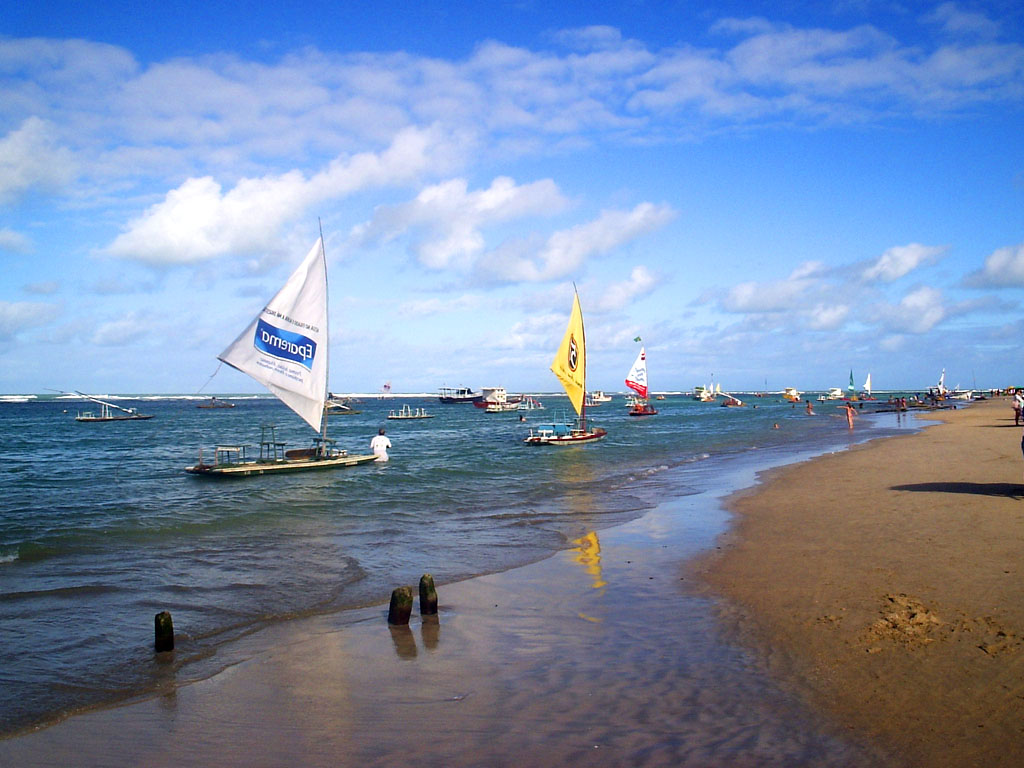
Het strand Praia Porto de Galinhas
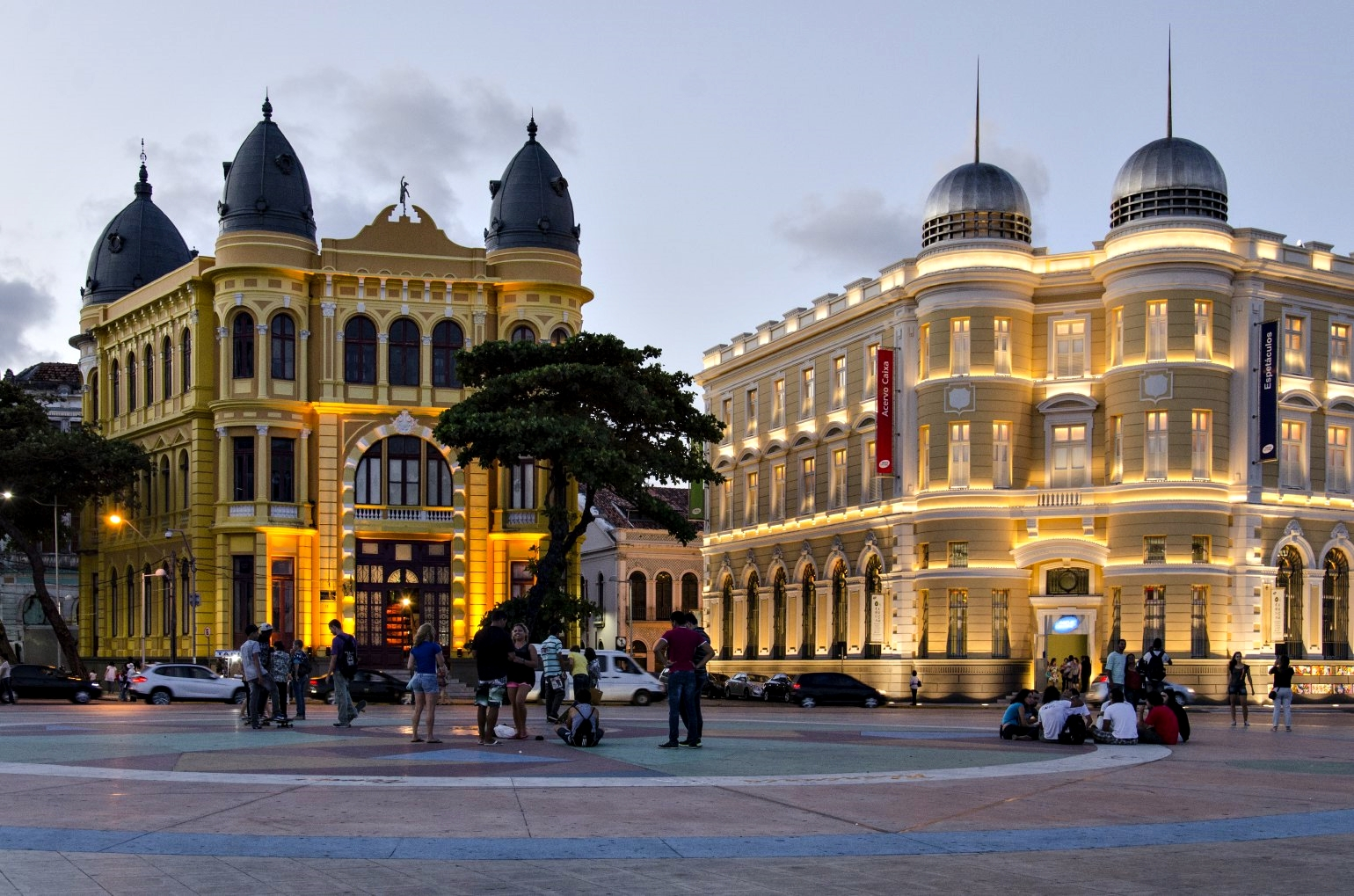
Het plein Praça Marco Zero - Stadscentrum
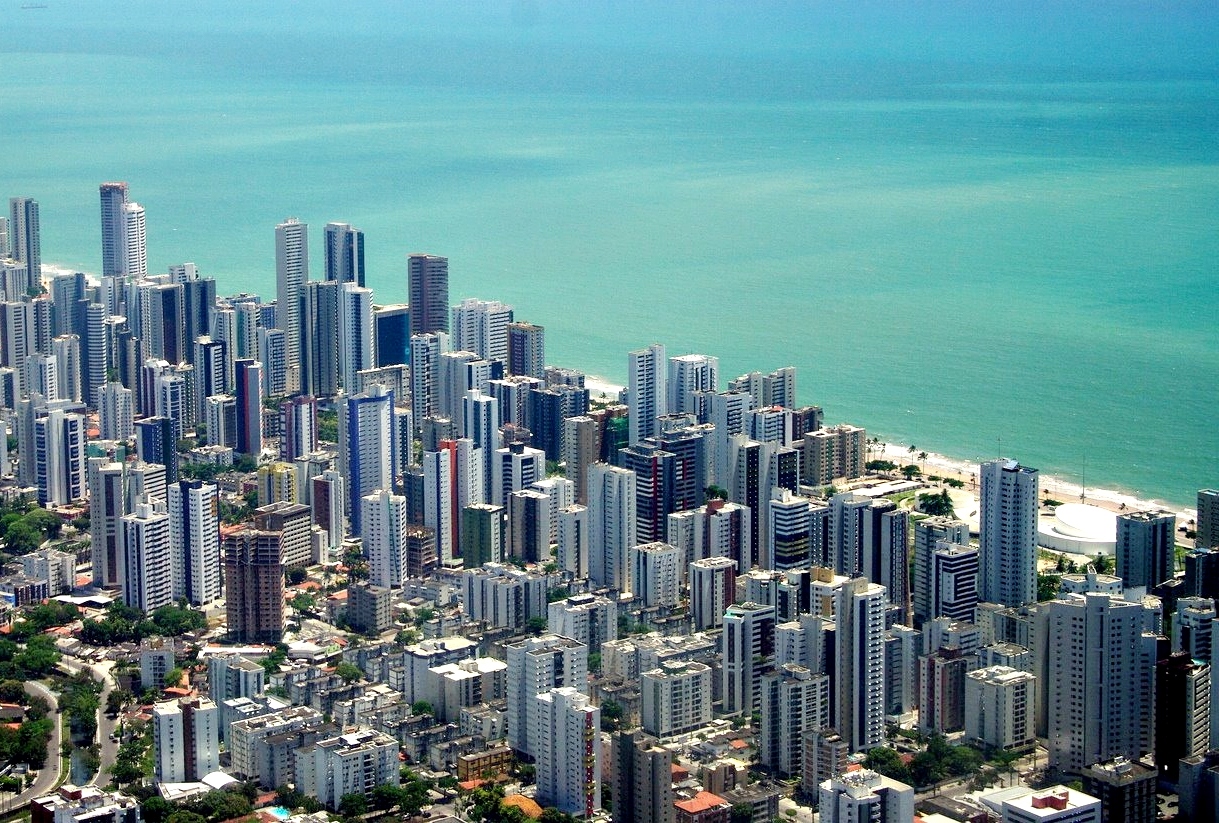
Het strand Praia Boa Viagem
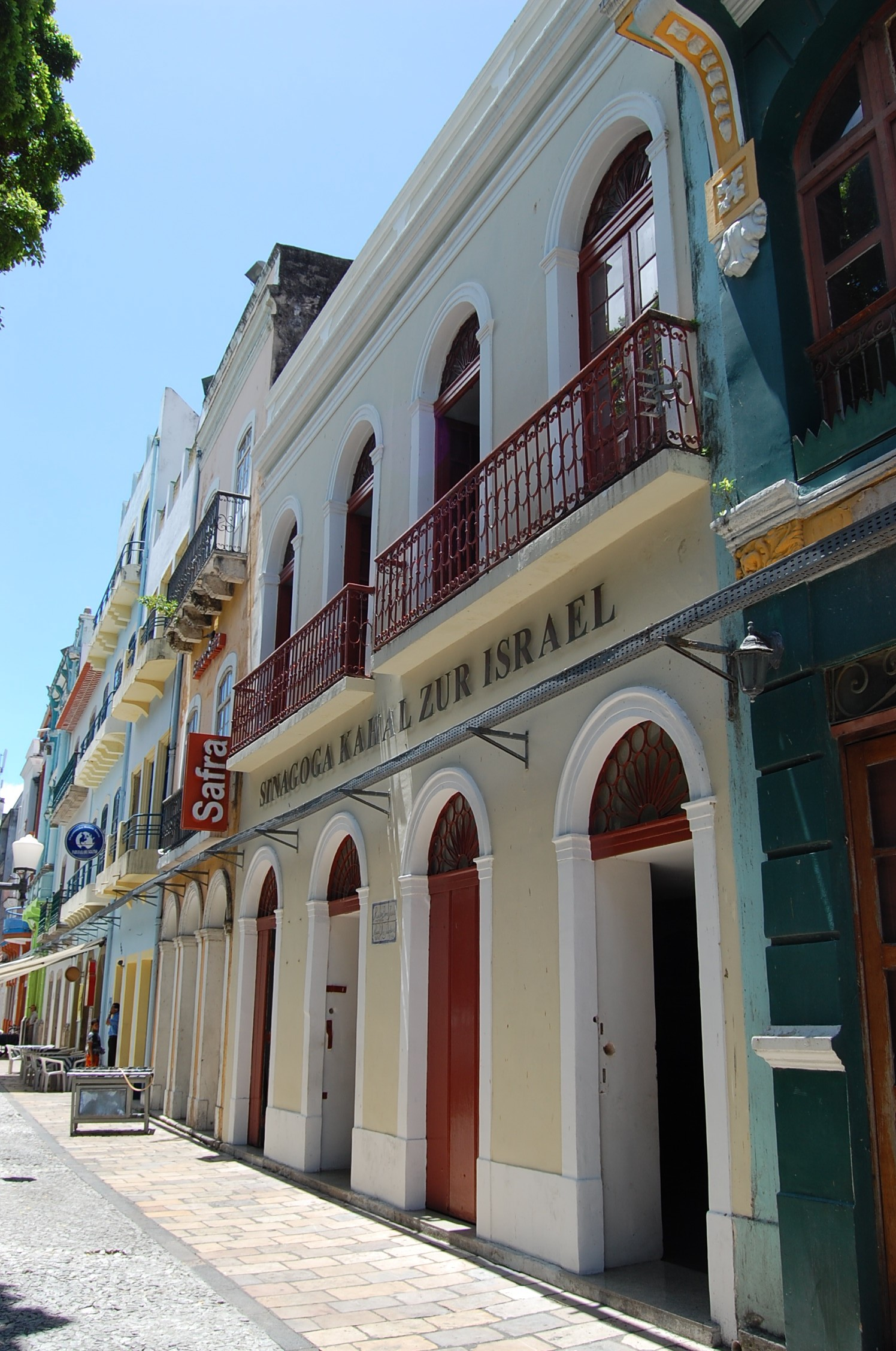
Synagoge Kahal Zur Israel